# Vegaquemada
Vegaquemada est une commune d'Espagne dans la province de León, communauté autonome de Castille-et-León. Elle s'étend sur 72,95 km2 et comptait environ 465 habitants en 2015.

## Démographie
| 1991 |  | 1996 |  | 2001 |  | 2004 |  | 2015 |
| ---- |  | ---- |  | ---- |  | ---- |  | ---- |
| 661  |  | 586  |  | 509  |  | 488  |  | 465  |

## Personnalités liées à la commune

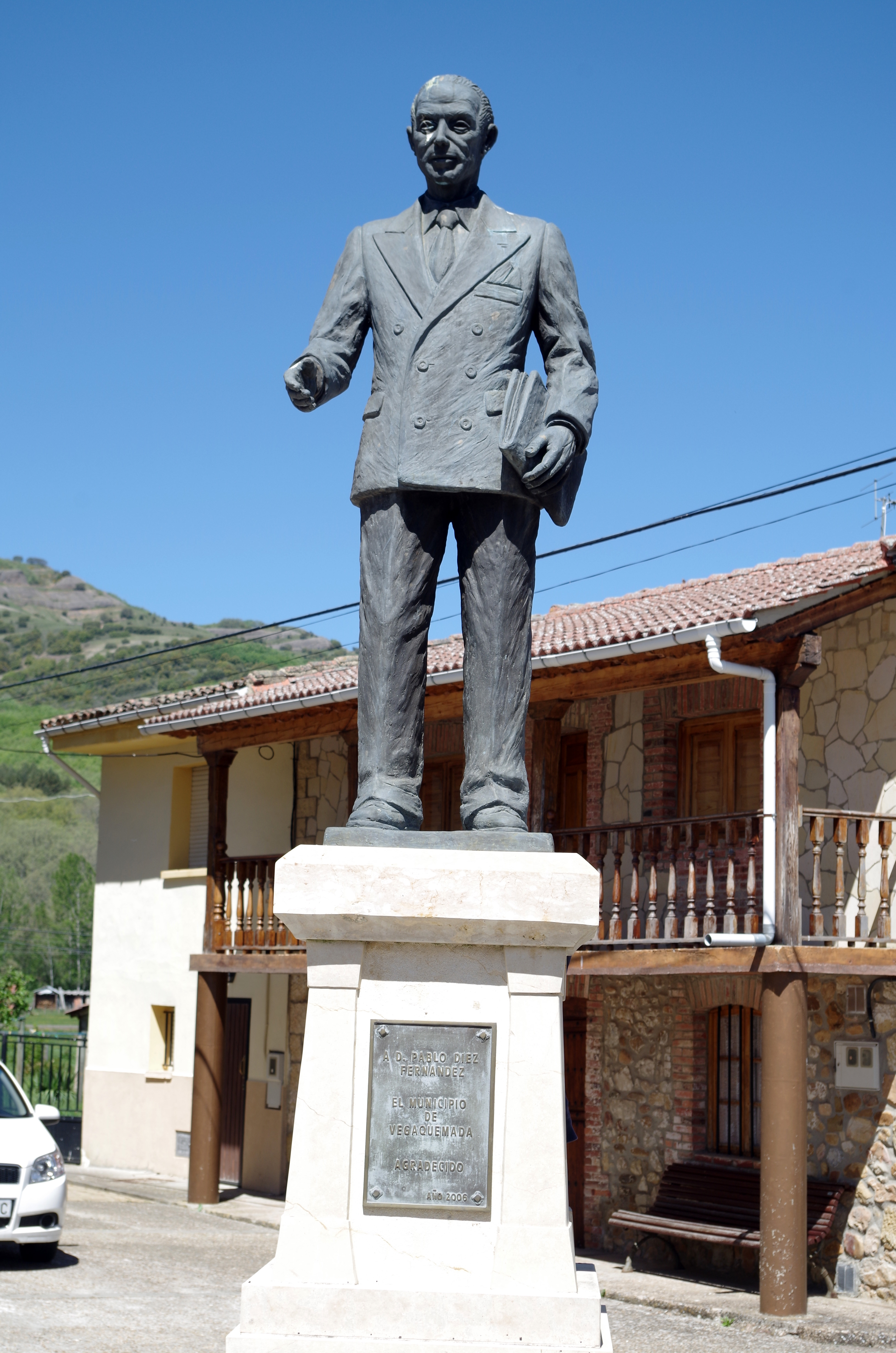
Pablo Díez, natif de Vegaquemada

- Pablo Díez, fondateur au Mexique du Grupo Modelo